# (66063) 1998 RO1
(66063) 1998 RO1 est un petit astéroïde Aten découvert le 14 septembre 1998 par le programme LINEAR à Soccoro.
Il mesurerait environ 900 mètres.

## Lune
En 2001, une lune d'environ 360 mètres (40 % de la taille du primaire) a été trouvée en orbite à environ 800 mètres de ce dernier (soit environ 170 mètres entre la surface de chacun des objets).